# Nalini Joshi
Nalini Joshi AO is een Australische wiskundige. Ze is hoogleraar (professor) aan de School voor Wiskunde en Statistiek aan de Universiteit van Sydney, de eerste vrouw op de school die deze functie bekleedt, en is voormalig voorzitter van de Australian Mathematical Society. Joshi is lid van de onderzoeksgroep Toegepaste Wiskunde van de school. Haar onderzoek gaat over integreerbare systemen. In 2012 ontving ze de Georgina Sweet Australian Laureate Fellowship. Joshi is tevens vice-president van de International Mathematical Union en is de eerste Australiër die deze functie bekleedt.

## Jeugd
Joshi werd geboren en bracht haar jeugd door in Birma. In 2007 beschreef ze haar ervaringen toen ze daar opgroeide:
Mijn vader zat in het leger en ik groeide in de buurt van het oerwoud met wilde dieren op. Ik had de vrijheid om de hele dag op verkenning te gaan, zolang ik maar naar school ging. Dat is wat ik eigenlijk ook in wiskunde doe; het is een avontuur, een verkenning, waar men nieuwe paden zoekt in gebieden die niemand daarvoor heeft gezien.— Nalini Joshi (2007)

## Opleiding
Joshi ging naar de Fort Street High School en behaalde in 1980 cum laude haar Bachelor of Science aan de Universiteit van Sydney. Zij promoveerde aan de Princeton University onder begeleiding van Martin David Kruskal. Haar proefschrift was getiteld The Connection Problem for the First and Second Painlevé Transcendents.

## Loopbaan
Na een Postdoc-positie in 1987 en een onderzoeksbeurs en lectoraat van 1988 tot 1990, beide aan de Australian National University, was Joshi lector aan de Universiteit van New South Wales in Sydney (1990-1994). In 1994 werd zij gepromoveerd tot universitair hoofddocent. In 1997 won ze een senior research fellowship van de Australian Research Council (ARC), die ze aannam aan de Universiteit van Adelaide, en een jaar later werd ze universitair hoofddocent aan die universiteit. In 2002 verhuisde ze naar de Universiteit van Sydney als voorzitter van de afdeling Toegepaste Wiskunde; sinds 2006 is zij directeur van het Centrum voor Wiskundige Biologie. Van 2007 tot 2009 was zij hoofd van de School voor Wiskunde en Statistiek en sinds 2010 adjunct-hoofd.
In 2015 was Joshi medeoprichter en medevoorzitter van het Science in Australia Gender Equity (SAGE)-programma, dat werkt aan het vergroten van het behoud van vrouwen in STEM-gebieden met behulp van de Athena SWAN-principes. Sinds 2016 is ze lid van de SAGE Expert Advisory Group.

## Erkenning
Joshi werd in maart 2008 verkozen tot fellow van de Australian Academy of Science en bekleedde een aantal functies in de Australian Mathematical Society, waaronder het presidentschap van december 2008 tot september 2010. Ze was ook bestuurslid van de Australian Mathematics Trust van 2010 tot 2013. Sinds januari 2010 is ze lid van het Nationaal Comité voor Wiskundige Wetenschappen.
In 2012 werd Joshi een Georgina Sweet Australian Laureate Fellow, dat het vijfjarige project Meetkundige constructie van kritische oplossingen van niet-lineaire systemen omvat.
In 2015 was ze de 150-ste Anniversary Hardy Lecturer, een onderscheiding van de London Mathematical Society voor een uitgebreide reeks lezingen door het hele Verenigd Koninkrijk. Ze is een Fellow van de Royal Society of New South Wales (FRSN). In juni 2016 werd ze benoemd tot Officier in de Orde van Australië.
In juli 2018 werd Joshi verkozen tot vice-president van de International Mathematical Union. Ze werd erkend in de NSW Premier's Prizes van oktober 2019 voor "Excellence in Mathematics, Earth Sciences, Chemistry of Physics".
In 2020 ontving Joshi de George Szekeres-medaille van de Australian Mathematical Society. Ze ontving de ANZIAM-medaille 2021 van Australië en Nieuw-Zeeland voor "ongeëvenaarde bijdragen aan toegepaste wiskunde op het gebied van leiderschap, gendergelijkheid en bevordering van wiskunde".